# Vepris simplicifolia
Vepris simplicifolia är en vinruteväxtart som först beskrevs av Inez Clare Verdoorn, och fick sitt nu gällande namn av W. Mziray. Vepris simplicifolia ingår i släktet Vepris och familjen vinruteväxter. Inga underarter finns listade i Catalogue of Life.